# عطية شعلان
عطية شعلان لاعب كمال أجسام مصري، وحائز على ذهبية كأس العالم لكمال الأجسام وزن ثقيل (فوق 100كجم) وكأس أفضل لاعب بالبطولة رقم 68 والتي أقيمت بالبرازيل وهي البطولة التي حصدت فيها مصر 5 ميداليات ذهبية و3 ميداليات فضية و3 ميداليات برونزية.

## بداياته
ولد عطية شعلان في 26 فبراير عام 1983م  بقرية شبراريس التابعة لمركز شبراخيت في محافظة البحيرة ، وتخرج من كلية اللغات والترجمة جامعة الأزهر قسم أدب فرنسي. بدأ شعلان ممارسة رياضة ألعاب القوة من سن صغير ليختار بعدها رياضة كمال الأجسام ، وحصل على بطولة الجمهورية وهو في السابعة عشر من عمره ، ثم ألتحق بنادي اتحاد الشرطة الرياضي  وحصل معه على عدد من البطولات منها أول الجمهورية سن 19 عام ثلاث مرات ، وأول الجمهورية سن 21 عام مرتين وأول كأس مصر ،
حصل شعلان على بطولة البحر المتوسط عام 2011م ، وسادس العالم مستر يونفرس بالهند ، وعلى المركز الثالث في بطولة العالم بالإكوادور والتي أقيمت عام 2012م.

## أبعاده الجسمانية
- الطول : 190 سم
- وزن الموسم المغلق : 130 كجم
- وزن البطولة : 122-125 كجم